# Debit Mastercard
De Debit Mastercard is een type betaalkaart dat is uitgegeven door Mastercard, een wereldwijd betalingsverwerking- en technologiebedrijf. Het functioneert als een elektronische betaalmethode waarmee gebruikers direct toegang hebben tot hun beschikbare saldo op een gekoppelde bankrekening.

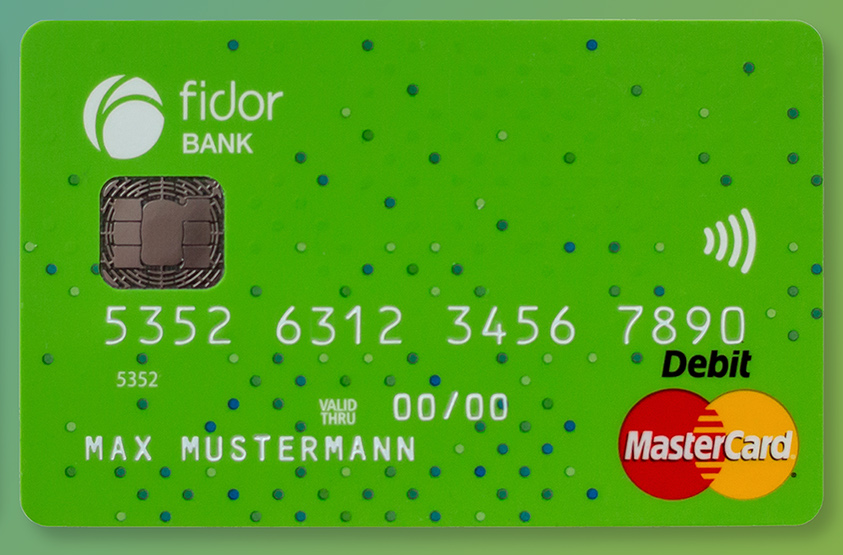
De eerste Debit Mastercard van een Duitse bank.

In tegenstelling tot een creditcard, waarbij gebruikers geld lenen van een uitgevende instantie, maakt de Debit Mastercard gebruik van de bestaande fondsen op de gekoppelde bankrekening van de kaarthouder. Dit betekent dat de kaarthouder alleen kan uitgeven wat er beschikbaar is op de rekening, waardoor het een handige en veilige optie is voor diegenen die hun uitgaven onder controle willen houden.
De Debit Mastercard kan wereldwijd worden gebruikt bij miljoenen verkooppunten, geldautomaten en online winkels die Mastercard-betalingen accepteren. Het biedt gebruikers gemak en flexibiliteit bij het uitvoeren van betalingen en maakt het mogelijk om aankopen te doen in zowel fysieke winkels als online, waar Mastercard-betalingen worden geaccepteerd. Met de meeste uitgegeven Debit mastercard kaarten is het mogelijk om contactloos te betalen. Ook is het via veel Nederlandse banken mogelijk de kaart op een smartphone te gebruiken met behulp van bijvoorbeeld Google Pay of Apple Pay.
Naast de mogelijkheid om betalingen te doen, biedt de Debit Mastercard vaak extra functies en voordelen aan kaarthouders. Deze kunnen variëren, afhankelijk van de specifieke uitgevende bank of financiële instelling die de kaart verstrekt. Voorbeelden van dergelijke voordelen kunnen zijn: cashback-programma's, beloningspunten, verzekeringen en bescherming tegen fraude.
Het gebruik van de Debit Mastercard biedt kaarthouders gemak, veiligheid en wereldwijde acceptatie bij het uitvoeren van financiële transacties. Het is een populair betaalmiddel geworden voor consumenten over de hele wereld, die profiteren van de eenvoudige toegang tot hun eigen geld en de brede acceptatie van Mastercard als betaalmethode.
In Nederland is Debit Mastercard de opvolger van de Maestro betaalkaart, die per 1 juli 2023 niet meer wordt uitgegeven in Nederland. In voorbereiding hierop hebben de meeste winkels in Nederland hun betaalterminals aangepast zodat naast maestro ook Debit Mastercard en Visa Debit worden geaccepteerd.